# Gare de Sainte-Gauburge
La gare de Sainte-Gauburge est une halte ferroviaire française de la ligne de Saint-Cyr à Surdon, située sur le territoire de la commune de Sainte-Gauburge-Sainte-Colombe, dans le département de l'Orne, en région Normandie.
C'est une halte de la Société nationale des chemins de fer français (SNCF) desservie par les trains du réseau TER Normandie.

## Situation ferroviaire
Établie à 237 m d'altitude, la gare de Sainte-Gauburge est située au point kilométrique (PK) 156,455 de la ligne de Saint-Cyr à Surdon, entre les gares ouvertes de L'Aigle et de Surdon. Elle est séparée de L'Aigle par celles fermées de Rai - Aube et de Saint-Hilaire - Beaufai ; et de Surdon par celles fermées de Planches, du Merlerault et de Nonant-le-Pin.
Ancienne gare de bifurcation, elle est également l'origine de la ligne de Sainte-Gauburge à Mesnil-Mauger, aujourd'hui réaménagée en voie verte et le terminus, au PK 35,053 de l'ancienne ligne de Sainte-Gauburge à Mortagne-au-Perche aujourd'hui déferrée.

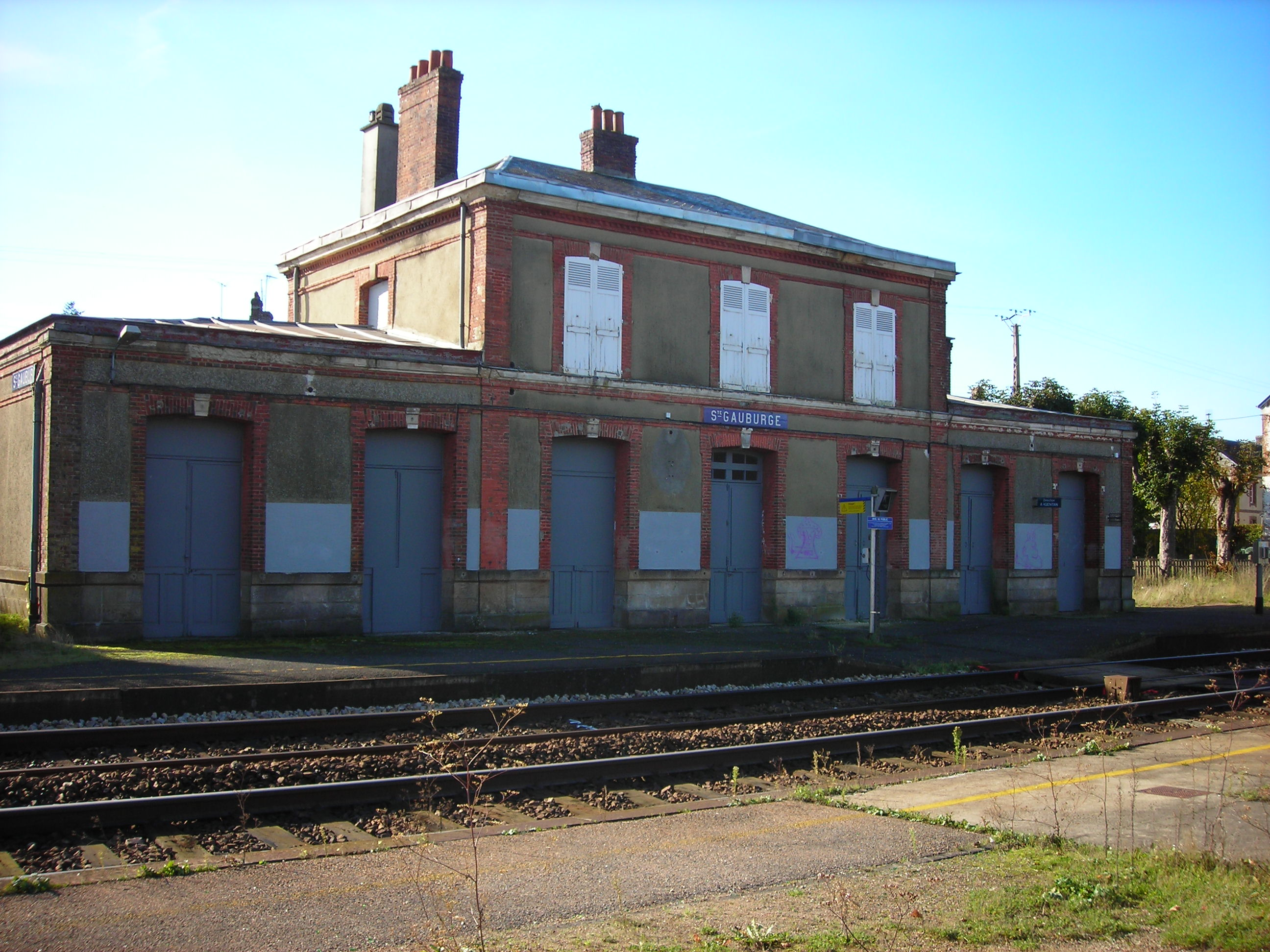
L'ancien bâtiment voyageurs.

## Histoire
La gare est ouverte le 5 août 1867 avec le prolongement de la ligne de Saint-Cyr à Surdon jusqu'à Surdon, ligne étendue par étapes jusqu'à Granville en 1867 et 1870. Au début des années 1880, la gare de Sainte-Gauburge est reliée :
- à la gare de Mézidon, via Gacé et Mesnil-Mauger, par la ligne Sainte-Gauburge - Mesnil-Mauger à partir du 1880–1881 ;
- à la gare de Bernay, via La Trinité-de-Réville, par la ligne Échauffour - Bernay à partir du 22 décembre 1881 ;
- à la gare de Mortagne-au-Perche par la ligne Mortagne-au-Perche - Sainte-Gauburge à partir de 29 décembre 1881.

Elle était autrefois à quatre voies : deux voies pour la ligne Paris–Granville, une voie spéciale pour Mortagne et une autre voie spéciale pour Mesnil-Mauger. Seules les deux voies principales sont encore en service. Aujourd'hui seule la ligne Paris - Granville est encore en service. Le bâtiment voyageurs, désaffecté, est détruit en juin 2022 .
La gare de Sainte-Gauburge apparait dans le film Ripoux contre ripoux, de Claude Zidi (1989).

## Service des voyageurs

### Accueil
Halte SNCF, elle est équipée de deux quais latéraux qui sont encadrés par deux voies. Le changement de quai se fait par un platelage posé entre les voies (passage protégé).

### Desserte

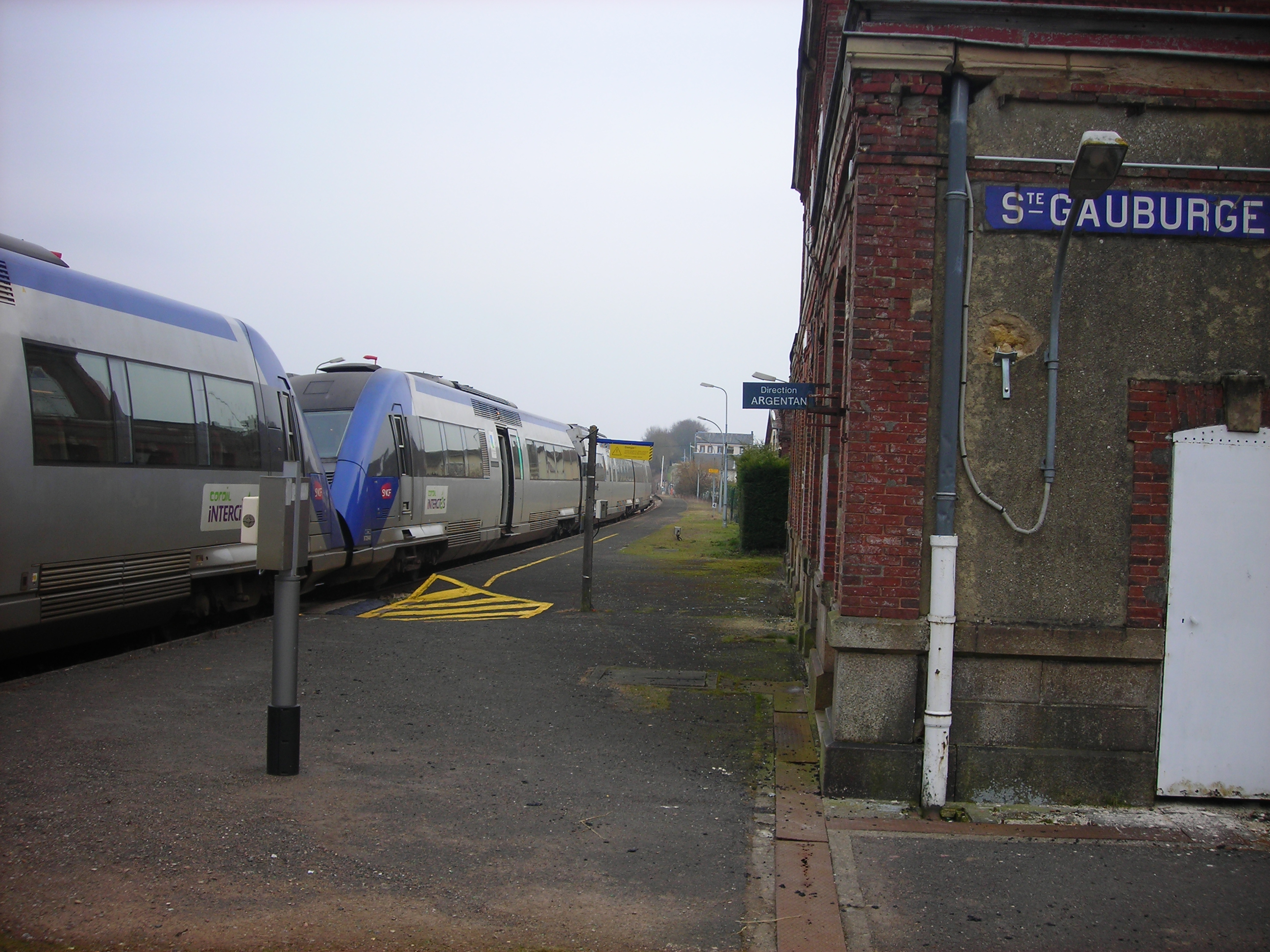
Vue vers Argentan.

En 2012, la halte est desservie par les lignes commerciales Paris - Argentan et Dreux - Argentan - Granville (TER Normandie), les trajets étant assurés par des autorails X 4750 et X 72500.